# Алекторов, Александр Ефимович
Александр Ефимович Алекторов (1861—1918) — русский историк, этнограф, востоковед, миссионер. Член Оренбургской и Астраханской губернских учёных архивных комиссий. Исследовал историю, культуру и этнографию казахского и башкирского народов. Некоторые его взгляды в современности, особенно в Казахстане, подвергаются критике как шовинистические.

## Биография
Родился 3 (15) августа 1861 года в семье священника, получил образование в Пензенской духовной семинарии. После её окончания в 1881 поступил в Оренбургский учительский институт.
Работал учителем в школах Оренбурга и Орска. В 1885 году в городе Оренбурге основал журнал «Провинциальное чтение».
В 1886 году стал инспектором народных училищ Астраханской губернии, а в 1894 году — Тургайской области.
С 1903 года — директор народных училищ Семипалатинской области.
Способствовал открытию башкирских и казахских школ, а также подготовке для них учительских кадров, созданию учебников и учебных пособий.
Автор более 400 трудов о хозяйстве, культуре, быте, обрядах, обычаях, народной медицине, по фольклорному, песенному и поэтическому творчеству казахов. В 1896 записал эпос «Кобыланды». До октября 1917 года в казахстанских школах Акмолинской, Семипалатинской, Уральской областей наряду с «Хрестоматией» И. Алтынсарина использовались учебные пособия, составленные Александром («К мудрости ступенька», М., 1891; «Киргизская хрестоматия», Оренбург, 1898).
В трудах «Что нужно для обрусения инородцев», «Исламизм и киргизы» поднимал вопросы русификации казахов, за что в современности подвергается критике как русский шовинист.
Скончался 8 февраля 1918 года «от болезни сердца». Похоронен на Преображенском кладбище Томска.